# Wspólnota administracyjna Gramme-Vippach
Wspólnota administracyjna Gramme-Vippach (niem. Verwaltungsgemeinschaft Gramme-Vippach) – wspólnota administracyjna w Niemczech, w kraju związkowym Turyngia, w powiecie Sömmerda. Siedziba wspólnoty znajduje się w miejscowości Schloßvippach. Powstała 31 grudnia 2019 z połączenia wspólnoty administracyjnej An der Marke ze wspólnotą administracyjną Gramme-Aue.
Wspólnota administracyjna zrzesza dwanaście gmin wiejskich (Gemeinde):
1. Alperstedt
2. Eckstedt
3. Großmölsen
4. Großrudestedt
5. Kleinmölsen
6. Markvippach
7. Nöda
8. Ollendorf
9. Schloßvippach
10. Sprötau
11. Udestedt
12. Vogelsberg